# Прапор Криворізького району
Пра́пор Криворі́зького райо́ну — сучасний стяг Криворізького району Дніпропетровської області. Затверджений рішенням Криворізької районної ради від 1 листопада 2000 року № 135 «Про затвердження символіки району».

## Опис
Полотнище прапора являє собою прямокутник, який має відношення ширини до довжини як 2:3. Поле прапора трикольорове та складається з трьох горизонтальних смуг. Порядок розташування смуг згори до низу — синього, жовтого і зеленого кольорів. Смуги синього й жовтого кольорів рівні за шириною та довжиною. Співвідношення ширини смуги зеленого кольору до ширини однієї з двох інших смуг (синьої або жовтої) становить 3:2.
У центрі прапора розташовано герб Криворізького району, висота зображення якого становить 3/4 ширини полотнища прапора. Знизу герб виділено жовтим кольором, який накладається на смугу зеленого кольору. Синій та зелений кольори прапора відповідають синьому та зеленому кольорам герба.

## Значення
Присутність на прапорі Криворізького району синього та жовтого кольорів, як кольорів державного прапора України, символізують Українську державу, а зеленого кольору, як одного зі складових герба району, та зображення самого герба — належність до неї Криворізького району.
Полотнище прапора оздоблюється бахромою золотого кольору та китицями.